# Brixham
Brixham este un oraș în Torbay, comitatul Devon, regiunea South West, Anglia. 